# William Johnson Fox

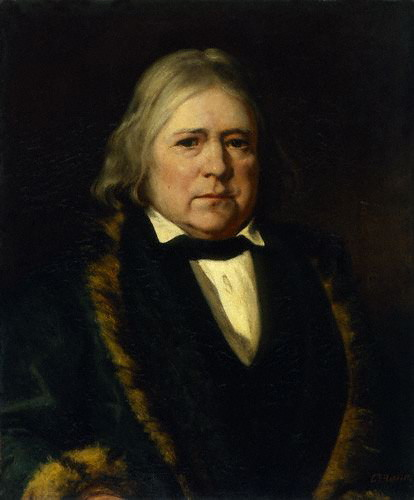
William Johnson Fox

William Johnson Fox (* 1. März 1786 in Uggeshall Farm, Wrentham, rund 30 km südöstlich von Norwich; † 3. Juni 1864 in London) war ein englischer unitarischer Geistlicher, Publizist und Politiker.
Er studierte 1806–1809 am Independent College in Homerton (London) unter John Pye Smith Theologie, bildete sich aber auch selbständig weiter. 1809 übernahm er eine Pfarrstelle in Fareham (Hampshire), 1812 in Chichester. 1817 übernahm er die zuvor vom amerikanischen Universalisten Elhanan Winchester mit gegründete Gemeinde in London, die sich 1824 am South Place in Finsbury eine neue Kirche baute. Die von ihm betreute Gemeinde besteht an anderem Ort als Conway Hall Ethical Society bis heute, versteht sich heute aber als atheistisch-humanistisch. Er leitete diese bis 1852. Zu den damit verbundenen Aufgaben gehörte auch die Herausgabe des Monthly Repository, der Zeitschrift der unitarischen Gemeinde, die er in den Jahren 1831–1836 mit seinen eigenen Beiträgen und denen seiner Freunde (darunter John Stuart Mill, Harriet Martineau u. a.) zu einer Plattform für seine sozialreformerischen Ideen machte, die weit über unitarische Kreise hinauswirkte.
Überhaupt überwogen seine publizistischen und politischen Interessen die theologischen. Er wirkte u. a. für die Abschaffung der merkantilistischen Korn-Gesetze, die die Einfuhr preiswerter Agrarerzeugnisse nach England behinderten. 1847–1863 gehörte er als Abgeordneter von Oldham dem Unterhaus an.
Sein umfangreiches publizistisches Werk wurde nach seinem Tod in einer Memorial Edition gesammelt, deren 12. Band auch eine biographische Skizze enthält.

## Gesamtausgabe
Memorial edition of collected works of William Johnson Fox, ed. by W. B. Hodgson and H. J. Slack. 12 Bde., C. Fox and Trübner & co., London 1865–1868.